# سيلفيو فرنانديز (مبارز بالسيف)
سيلفيو فرنانديز (بالإسبانية: Silvio Fernández) هو مبارز بالسيف فنزويلي، ولد في 9 يناير 1979 في كاراكاس في فنزويلا.

## وصلات خارجية
- سيلفيو فرنانديز على موقع الاتحاد الدولي للمبارزة (الإنجليزية)
- سيلفيو فرنانديز على موقع أوليمبيديا (الإنجليزية)